# Große Synagoge (Siret)

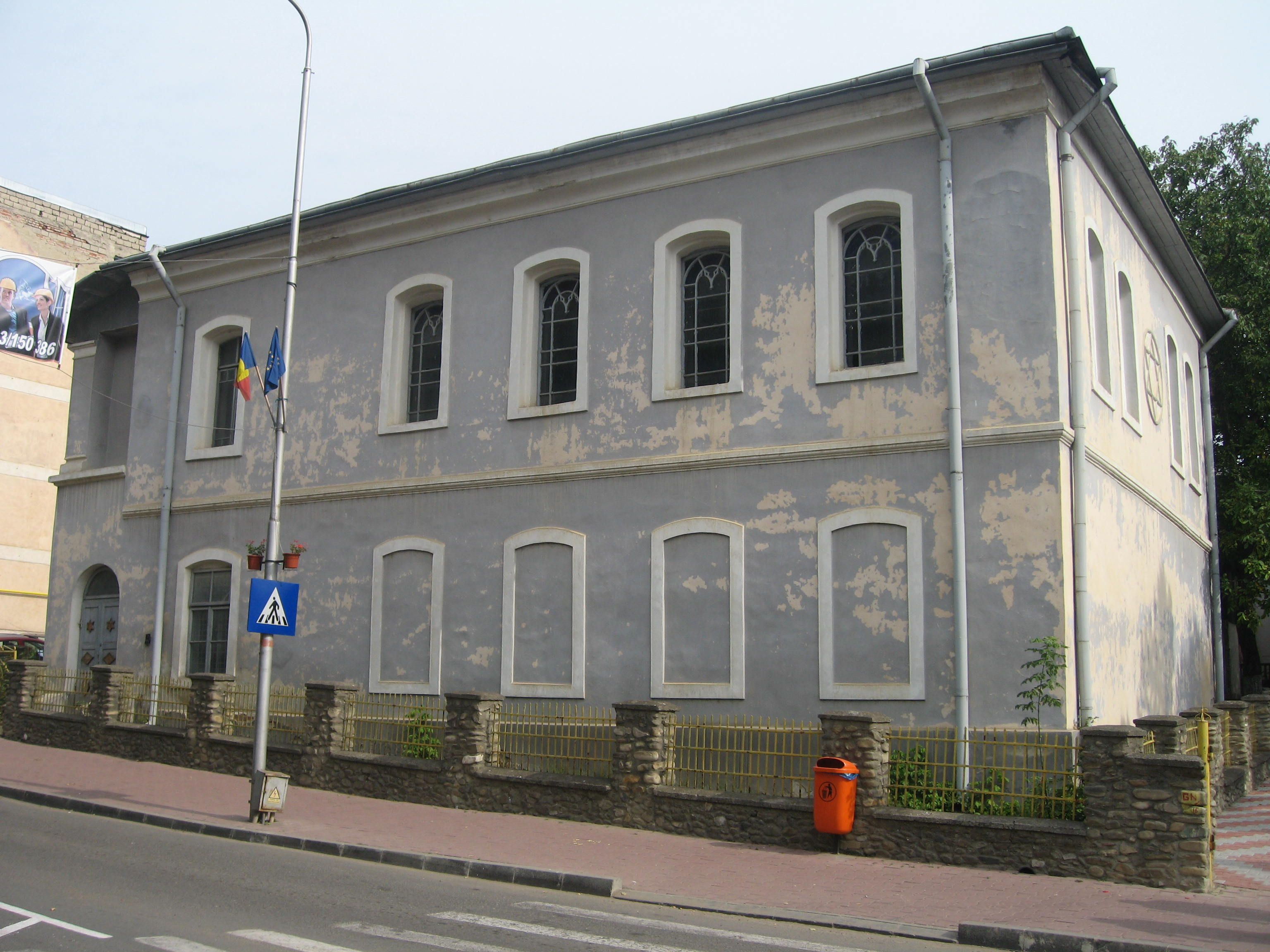
Große Synagoge in Siret

Die Große Synagoge (Großer Tempel) in Siret, einer rumänischen Stadt im Kreis Suceava, wurde 1840 als Reformsynagoge (Tempel) errichtet. Sie ist heute ein geschütztes Kulturdenkmal und wird nicht mehr als Synagoge genutzt. Außer dem Großen Tempel gab es in der Stadt vier öffentliche und vier private Synagogen.
Die jüdische Gemeinde war nach einem Zunftmodell organisiert. Die Gemeinde verwaltete drei Fonds: den „Leib-Echner-Fonds“, der Stipendien für jüdische und nicht jüdische Studenten zur Verfügung stellte; den „Kalman-Hecht-Fonds“, der Talmud-Tora-Schulen unterstützte; und den „Aaron-Blum-Fonds“.
Über eine steinerne Treppe mit schmiedeeisernem Geländer erreicht man den Thoraschrein, der von zwei Säulen flankiert wird. Das Innere ist reich mit Wandmalereien an Decke und Wänden geschmückt.